# Браєн Бікелл
Браєн Бікелл (англ. Bryan Bickell, нар. 9 березня 1986, Кларінгтон) — канадський хокеїст, що грав на позиції крайнього нападника.
Володар Кубка Стенлі.

## Ігрова кар'єра
Вихованець хокейної школи «Ороно Ліфс». Хокейну кар'єру розпочав 2000 року.
2004 року був обраний на драфті НХЛ під 41-м загальним номером командою «Чикаго Блекгокс». Після укладення трирічного контракту з «чорними яструбами» вирушив виступати за «Норфолк Адміралс» у сезоні 2006–07. 5 квітня 2007 Браєн дебютував у НХЛ у матчі проти «Детройт Ред Вінгз».
Більшу частину наступних трьох сезонів Бікелл відіграв за клуби АХЛ. У фіналі Кубка Стенлі 2010 відіграв пару матчів проти «Філадельфія Флайєрс», отримав каблучку чемпіона, але його ім'я не було вписано на Кубок.
Сезон 2010–11 став першим повноцінним турніром для Браєна в НХЛ. У наступному сезоні Бікелл заробив 24 очки (9+15).
Частину сезону 2012–13 відіграв за чеський клуб «Орлі Зноймо».
Браєн був одним із найрезультативніших гравців плей-оф Кубка Стенлі 2013, в його активі 17 (9+8). По завершенню сезону він уклав новий чотирирічний контракт на суму $16 мільйонів доларів.
У наступних сезонах Бікелл набирав не більше 28 очок. Зрештою у сезоні 2015–16 більшу частину він відіграв за «Рокфорд АйсГогс».
Влітку 2016 його продають до клубу «Кароліна Гаррікейнс». У складі «ураганів» він відіграв 11 матчів та відзначився лише одним голом. Отримавши травму після одужання виступав за «Шарлотт Чекерс». 9 квітня 2017 канадець провів останній свій матч в НХЛ у переможній грі 4−3 над клубом «Філадельфія Флайєрс».
Загалом провів 470 матчів у НХЛ, включаючи 75 ігор плей-оф Кубка Стенлі.

## Нагороди та досягнення
- Володар Кубка Стенлі — 2013, 2015.

## Статистика
| 2000–01      | «Торонто Ред Вінгз»   | ГТХЛ         | 65  | 78 | 62 | 140 | 20  | —  | —  | —  | —  | —  |
| 2001–02      | «Торонто Ред Вінгз»   | ГТХЛ         | 65  | 31 | 41 | 72  | 76  | —  | —  | —  | —  | —  |
| 2002–03      | «Оттава 67-і»         | ОХЛ          | 50  | 7  | 10 | 17  | 4   | 20 | 5  | 3  | 8  | 12 |
| 2003–04      | «Оттава 67-і»         | ОХЛ          | 59  | 20 | 16 | 36  | 76  | 7  | 3  | 0  | 3  | 11 |
| 2004–05      | «Оттава 67-і»         | ОХЛ          | 66  | 22 | 32 | 54  | 95  | 21 | 5  | 12 | 17 | 32 |
| 2005–06      | «Оттава 67-і»         | ОХЛ          | 41  | 28 | 22 | 50  | 41  | —  | —  | —  | —  | —  |
| 2005–06      | «Віндзор Спітфайрс»   | ОХЛ          | 26  | 17 | 16 | 33  | 19  | 7  | 5  | 5  | 10 | 10 |
| 2006–07      | «Норфолк Адміралс»    | АХЛ          | 48  | 10 | 15 | 25  | 66  | 2  | 0  | 0  | 0  | 0  |
| 2006–07      | «Чикаго Блекгокс»     | НХЛ          | 3   | 2  | 0  | 2   | 0   | —  | —  | —  | —  | —  |
| 2007–08      | «Рокфорд АйсГогс»     | АХЛ          | 73  | 19 | 20 | 39  | 52  | 12 | 2  | 3  | 5  | 11 |
| 2007–08      | «Чикаго Блекгокс»     | НХЛ          | 4   | 0  | 0  | 0   | 2   | —  | —  | —  | —  | —  |
| 2008–09      | «Рокфорд АйсГогс»     | АХЛ          | 42  | 6  | 8  | 14  | 60  | 4  | 0  | 2  | 2  | 4  |
| 2009–10      | «Чикаго Блекгокс»     | НХЛ          | 16  | 3  | 1  | 4   | 5   | 4  | 0  | 1  | 1  | 2  |
| 2009–10      | «Рокфорд АйсГогс»     | АХЛ          | 65  | 16 | 15 | 31  | 58  | —  | —  | —  | —  | —  |
| 2010–11      | «Чикаго Блекгокс»     | НХЛ          | 78  | 17 | 20 | 37  | 40  | 5  | 2  | 2  | 4  | 0  |
| 2011–12      | «Чикаго Блекгокс»     | НХЛ          | 71  | 9  | 15 | 24  | 48  | 6  | 2  | 0  | 2  | 4  |
| 2012–13      | «Орлі Зноймо»         | Австрія      | 28  | 9  | 18 | 27  | 14  | —  | —  | —  | —  | —  |
| 2012–13      | «Чикаго Блекгокс»     | НХЛ          | 48  | 9  | 14 | 23  | 25  | 23 | 9  | 8  | 17 | 14 |
| 2013–14      | «Чикаго Блекгокс»     | НХЛ          | 59  | 11 | 4  | 15  | 28  | 19 | 7  | 3  | 10 | 8  |
| 2014–15      | «Чикаго Блекгокс»     | НХЛ          | 80  | 14 | 14 | 28  | 38  | 18 | 0  | 5  | 5  | 14 |
| 2015–16      | «Чикаго Блекгокс»     | НХЛ          | 25  | 0  | 2  | 2   | 2   | —  | —  | —  | —  | —  |
| 2015–16      | «Рокфорд АйсГогс»     | АХЛ          | 47  | 15 | 16 | 31  | 23  | 3  | 0  | 1  | 1  | 2  |
| 2016–17      | «Кароліна Гаррікейнс» | НХЛ          | 11  | 1  | 0  | 1   | 4   | —  | —  | —  | —  | —  |
| 2016–17      | «Шарлотт Чекерс»      | АХЛ          | 10  | 1  | 3  | 4   | 4   | —  | —  | —  | —  | —  |
| Усього в НХЛ | Усього в НХЛ          | Усього в НХЛ | 395 | 66 | 70 | 136 | 192 | 75 | 20 | 19 | 39 | 42 |